# Campionati europei di atletica leggera 2024 - 400 metri ostacoli maschili
La gara dei 400 metri ostacoli maschili dei campionati europei di atletica leggera 2024 si è svolta tra il 9 e l'11 giugno.

## Podio
| Pos.    | Atleta             | Nazionalità | Tempo |
| ------- | ------------------ | ----------- | ----- |
| Oro     | Karsten Warholm    | Norvegia    | 46"98 |
| Argento | Alessandro Sibilio | Italia      | 47"50 |
| Bronzo  | Carl Bengtström    | Svezia      | 47"94 |

## Situazione pre-gara

### Record
Prima di questa competizione, il record del mondo, il record europeo e il record dei campionati erano i seguenti.
| Record                | Prestazione | Atleta                   | Data e luogo                               | Competizione                 |
| --------------------- | ----------- | ------------------------ | ------------------------------------------ | ---------------------------- |
| Record mondiale       | 45"94       | Karsten Warholm Norvegia | 3 agosto 2021 Tokyo, Giappone              | Giochi della XXXII Olimpiade |
| Record europeo        | 45"94       | Karsten Warholm Norvegia | 3 agosto 2021 Tokyo, Giappone              | Giochi della XXXII Olimpiade |
| Record dei campionati | 47"12       | Karsten Warholm Norvegia | 19 agosto 2022 Monaco di Baviera, Germania | Campionati europei 2022      |

### Campione in carica
Il campione europeo in carica era:
| Campione | Atleta                   | Prestazione | Data e luogo                               | Competizione            |
| -------- | ------------------------ | ----------- | ------------------------------------------ | ----------------------- |
| Europeo  | Karsten Warholm Norvegia | 47"12       | 19 agosto 2022 Monaco di Baviera, Germania | Campionati europei 2022 |

### La stagione
Prima di questa gara, gli atleti con le migliori tre prestazioni europee dell'anno erano:
| Pos. | Atleta                    | Prestazione | Data e luogo                            |
| ---- | ------------------------- | ----------- | --------------------------------------- |
| 1    | Karsten Warholm Norvegia  | 46"70       | 30 maggio 2024 Oslo, Norvegia           |
| 2    | Alessandro Sibilio Italia | 48"25       | 28 maggio 2024 Ostrava, Rep. Ceca       |
| 3    | Clement Ducos Francia     | 48"26       | 12 aprile 2024 Gainesville, Stati Uniti |

## Risultati

### Batterie di qualificazione
Le batterie di qualificazione si sono tenute il 9 giugno a partire dalle ore 13:20.
Passano alle semifinali le prime dodici più veloci (q).
I 12 atleti che al 30 maggio hanno registrato le migliori prestazioni europee secondo la Road to Rome, insieme al possessore della Wild Card (campione europeo in carica) accedono direttamente ai turni di semifinale, salvo rinuncia o mancata conferma alla partecipazione alla manifestazione.

#### Batteria 1
| Pos | Corsia | Atleta                  | Nazionalità | Tempo | Note     |
| --- | ------ | ----------------------- | ----------- | ----- | -------- |
| 1   | 5      | Thomas Barr             | Irlanda     | 49"31 | q        |
| 2   | 6      | Vít Müller              | Rep. Ceca   | 49"38 | q        |
| 3   | 4      | Giacomo Bertoncelli     | Italia      | 49"41 | (.402) q |
| 4   | 9      | Mikael Antonio de Jesus | Portogallo  | 49"41 | (.408) q |
| 5   | 2      | Nikola Kostić           | Serbia      | 50"48 |          |
| 6   | 8      | Dimitris Levantinos     | Grecia      | 51"13 |          |
| 7   | 7      | Patrik Dömötör          | Slovacchia  | 51"16 |          |
| 8   | 3      | Karl Wållgren           | Svezia      | dnf   |          |

#### Batteria 2
| Pos | Corsia | Atleta              | Nazionalità   | Tempo | Note                                     |
| --- | ------ | ------------------- | ------------- | ----- | ---------------------------------------- |
| 1   | 4      | Berke Akçam         | Turchia       | 49"32 | q                                        |
| 2   | 3      | Julien Bonvin       | Svizzera      | 49"41 | q                                        |
| 3   | 7      | Alastair Chalmers   | Gran Bretagna | 49"71 | q                                        |
| 4   | 2      | Jesús David Delgado | Spagna        | 49"82 | q                                        |
| 5   | 5      | Adam Smolka         | Rep. Ceca     | 50"48 | Miglior prestazione personale stagionale |
| 6   | 8      | Tuomas Lehtonen     | Finlandia     | 50"50 | Miglior prestazione personale stagionale |
| 7   | 9      | Leo Köhldorfer      | Austria       | 51"52 |                                          |
| 8   | 6      | Matej Baluch        | Slovacchia    | 52"17 |                                          |

#### Batteria 3
| Pos | Corsia | Atleta           | Nazionalità | Tempo | Note |
| --- | ------ | ---------------- | ----------- | ----- | ---- |
| 1   | 8      | Mario Lambrughi  | Italia      | 49"74 | q    |
| 2   | 7      | David Thid       | Svezia      | 49"81 | q    |
| 3   | 6      | Árpád Bánóczy    | Ungheria    | 49"95 | q    |
| 4   | 2      | Sérgio Fernández | Spagna      | 49"98 | q    |
| 5   | 3      | Dany Brand       | Svizzera    | 49"99 |      |
| 6   | 5      | Krzysztof Hołub  | Polonia     | 50"42 |      |
| 7   | 9      | Martin Tuček     | Rep. Ceca   | 51"27 |      |
| 8   | 4      | Jere Haapalainen | Finlandia   | 52"18 |      |

### Semifinali
Le semifinali si sono tenute il 10 giugno a partire dalle ore 12:40.
Passano alla finale i primi due atleti di ogni batteria (Q) e i successivi due atleti più veloci (q).

#### Semifinale 1
| Pos | Corsia | Atleta           | Nazionalità | Tempo | Note |
| --- | ------ | ---------------- | ----------- | ----- | ---- |
| 1   | 8      | Karsten Warholm  | Norvegia    | 48"75 | Q    |
| 2   | 5      | Nick Smidt       | Paesi Bassi | 49"57 | Q    |
| 3   | 4      | Thomas Barr      | Irlanda     | 49"61 |      |
| 4   | 7      | Constantin Preis | Germania    | 49"68 |      |
| 5   | 3      | Julien Bonvin    | Svizzera    | 49"95 |      |
| 6   | 9      | Mario Lambrughi  | Italia      | 50"03 |      |
| 7   | 2      | Árpád Bánóczy    | Ungheria    | 50"14 |      |
| 8   | 6      | İsmail Nezir     | Turchia     | 51"29 |      |

#### Semifinale 2
| Pos | Corsia | Atleta                  | Nazionalità   | Tempo | Note                                     |
| --- | ------ | ----------------------- | ------------- | ----- | ---------------------------------------- |
| 1   | 7      | Rasmus Mägi             | Estonia       | 48"43 | Q                                        |
| 2   | 8      | Carl Bengtström         | Svezia        | 48"51 | Q                                        |
| 3   | 9      | Alastair Chalmers       | Gran Bretagna | 48"76 | Miglior prestazione personale            |
| 4   | 5      | Joshua Abuaku           | Germania      | 49"13 |                                          |
| 5   | 4      | Sergio Fernández        | Spagna        | 49"34 | Miglior prestazione personale stagionale |
| 6   | 2      | Mikael Antonio de Jesus | Portogallo    | 49"72 |                                          |
| 7   | 3      | Giacomo Bertoncelli     | Italia        | 49"83 |                                          |
| 8   | 6      | Yasmani Copello         | Turchia       | 50"57 | Miglior prestazione personale stagionale |

#### Semifinale 3
| Pos | Corsia | Atleta              | Nazionalità | Tempo | Note                                     |
| --- | ------ | ------------------- | ----------- | ----- | ---------------------------------------- |
| 1   | 7      | Alessandro Sibilio  | Italia      | 48"07 | Q                                        |
| 2   | 4      | Berke Akçam         | Turchia     | 48"14 | Q                                        |
| 3   | 8      | Matic Ian Guček     | Slovenia    | 48"34 | q                                        |
| 4   | 6      | Emil Agyekum        | Germania    | 48"36 | q                                        |
| 5   | 5      | Wilfried Happio     | Francia     | 48"55 | Miglior prestazione personale stagionale |
| 6   | 9      | Vít Müller          | Rep. Ceca   | 49"25 | Miglior prestazione personale stagionale |
| 7   | 3      | Jesús David Delgado | Spagna      | 49"38 |                                          |
| 8   | 2      | David Thid          | Svezia      | 49"52 | Miglior prestazione personale            |

### Finale
La finale si è tenuta l'11 giugno alle ore 21:05.
| Pos     | Corsia | Atleta             | Nazionalità | Tempo | Note                                     |
| ------- | ------ | ------------------ | ----------- | ----- | ---------------------------------------- |
| Oro     | 8      | Karsten Warholm    | Norvegia    | 46"98 | Record dei campionati                    |
| Argento | 7      | Alessandro Sibilio | Italia      | 47"50 | Record nazionale                         |
| Bronzo  | 9      | Carl Bengtström    | Svezia      | 47"94 | Record nazionale                         |
| 4       | 5      | Rasmus Mägi        | Estonia     | 48"13 | Miglior prestazione personale stagionale |
| 5       | 6      | Berke Akçam        | Turchia     | 48"17 |                                          |
| 6       | 3      | Emil Agyekum       | Germania    | 48"42 |                                          |
| 7       | 2      | Matic Ian Guček    | Slovenia    | 48"87 |                                          |
| 8       | 4      | Nick Smidt         | Paesi Bassi | 49"43 |                                          |